# Дхаві Умпонмаха
Дхаві Умпонмаха (тай. ทวี อัมพรมหา; 15 листопада 1959) — таїландський боксер, призер Олімпійських та Азійських ігор і чемпіонату Азії.

## Аматорська кар'єра
1982 року завоював срібну медаль на чемпіонаті Азії, а пізніше і на Азійських іграх.
1983 року став чемпіоном Ігор Південно-Східної Азії, а на Кубку світу 1983 провів лише один бій, програвши Імре Бачкаї (Угорщина), і отримав бронзову медаль.
На Олімпійських іграх 1984 завоював срібну медаль.
- В 1/32 фіналу переміг Джаслала Прадхана (Індія) — 5-0
- В 1/16 фіналу переміг Чарлза Овісо (Кенія) — 3-2
- В 1/8 фіналу переміг Девіда Гріффітса (Велика Британія) — 4-1
- У чвертьфіналі переміг Хорхе Мейсонета (Пуерто-Рико) — 5-0
- У півфіналі переміг Мірчу Фулгера (Румунія) —5-0
- У фіналі програв Джеррі Пейджу (США) — 0-5